# Tiago Machado
Tiago José Pinto Machado (Vila Nova de Famalicão) 18 d'octubre de 1985 fou un ciclista portuguès, professional des del 2005 fins al 2022.
Bon contrarellotgista, en el seu palmarès destaca el Campionat nacional de ciclisme en contrarellotge de 2009, el Trofeu Joaquim Agostinho de 2008 i la Volta a Eslovènia de 2014.

## Palmarès
- 2006
  -  Campionat de Portugal sub-23 en contrarellotge
  - 1r al Gran Premi Abimota
  - 1r a la Volta a Terras de Santa Maria
- 2007
  -  Campionat de Portugal sub-23 en contrarellotge
- 2008
  - 1r al Trofeu Joaquim Agostinho
- 2009
  -  Campió de Portugal de ciclisme en contrarellotge
- 2010
  - Vencedor d'una etapa del Circuit de La Sarthe
- 2014
  - 1r a la Volta a Eslovènia

### Resultats al Giro d'Itàlia
- 2011. 19è de la classificació general
- 2013. 36è de la classificació general

### Resultats a la Volta a Espanya
- 2011. 32è de la classificació general
- 2012. 40è de la classificació general
- 2015. 36è de la classificació general
- 2016. 85è de la classificació general
- 2018. 79è de la classificació general

### Resultats al Tour de França
- 2014. 72è de la classificació general
- 2015. 72è de la classificació general
- 2017. 74è de la classificació general